# Arhopala aexone
Arhopala aexone är en fjärilsart som beskrevs av William Chapman Hewitson 1863. Arhopala aexone ingår i släktet Arhopala och familjen juvelvingar. Inga underarter finns listade i Catalogue of Life.

## Bildgalleri

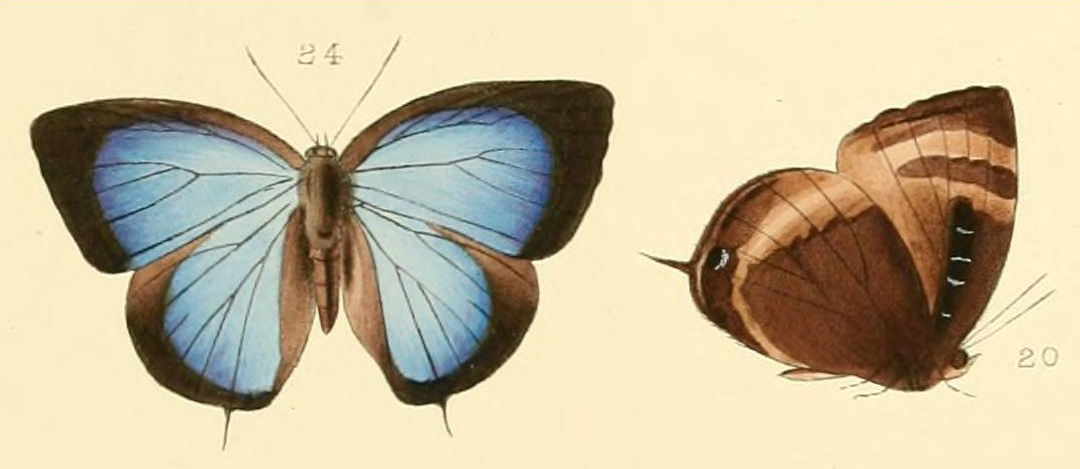
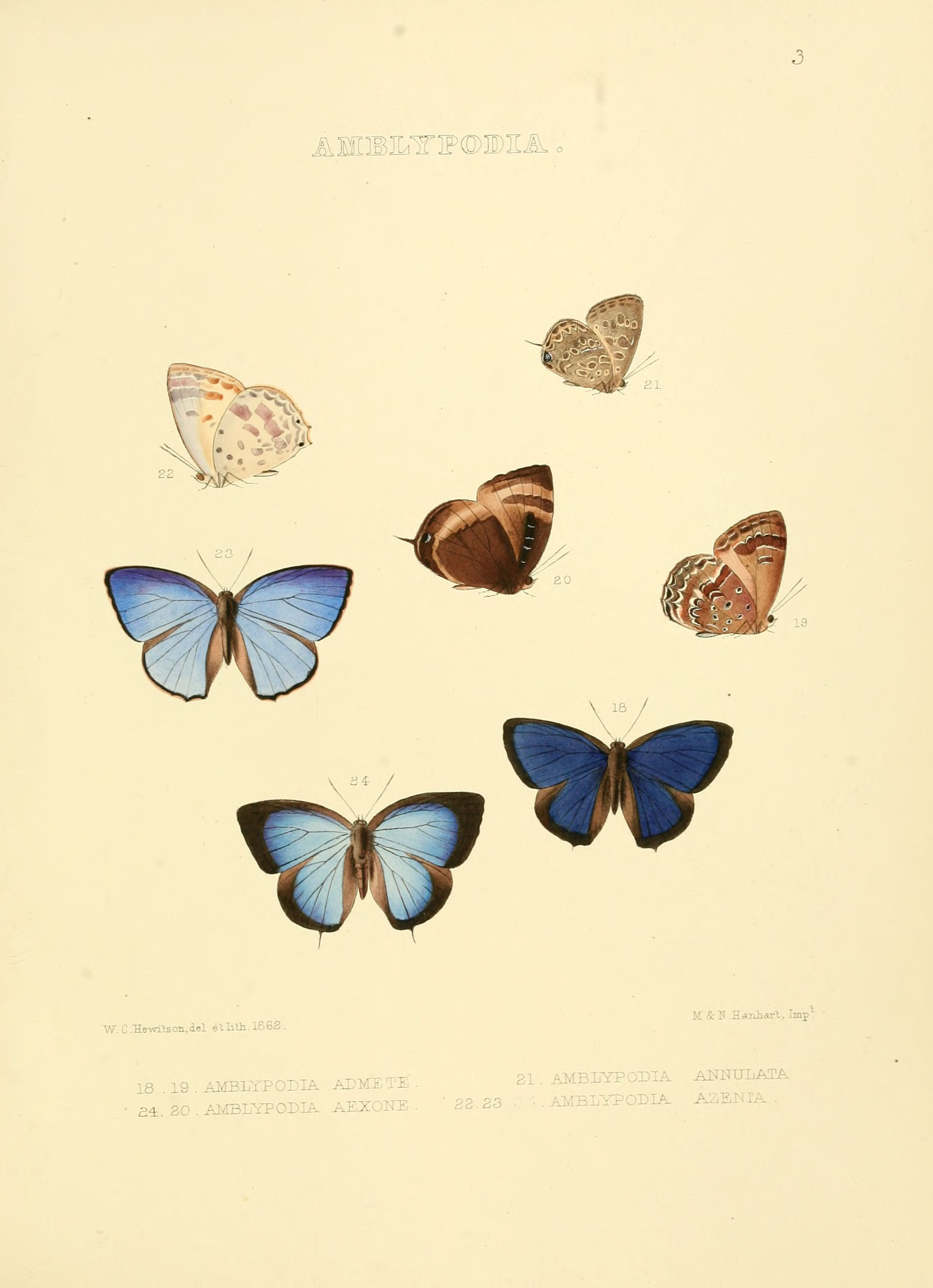
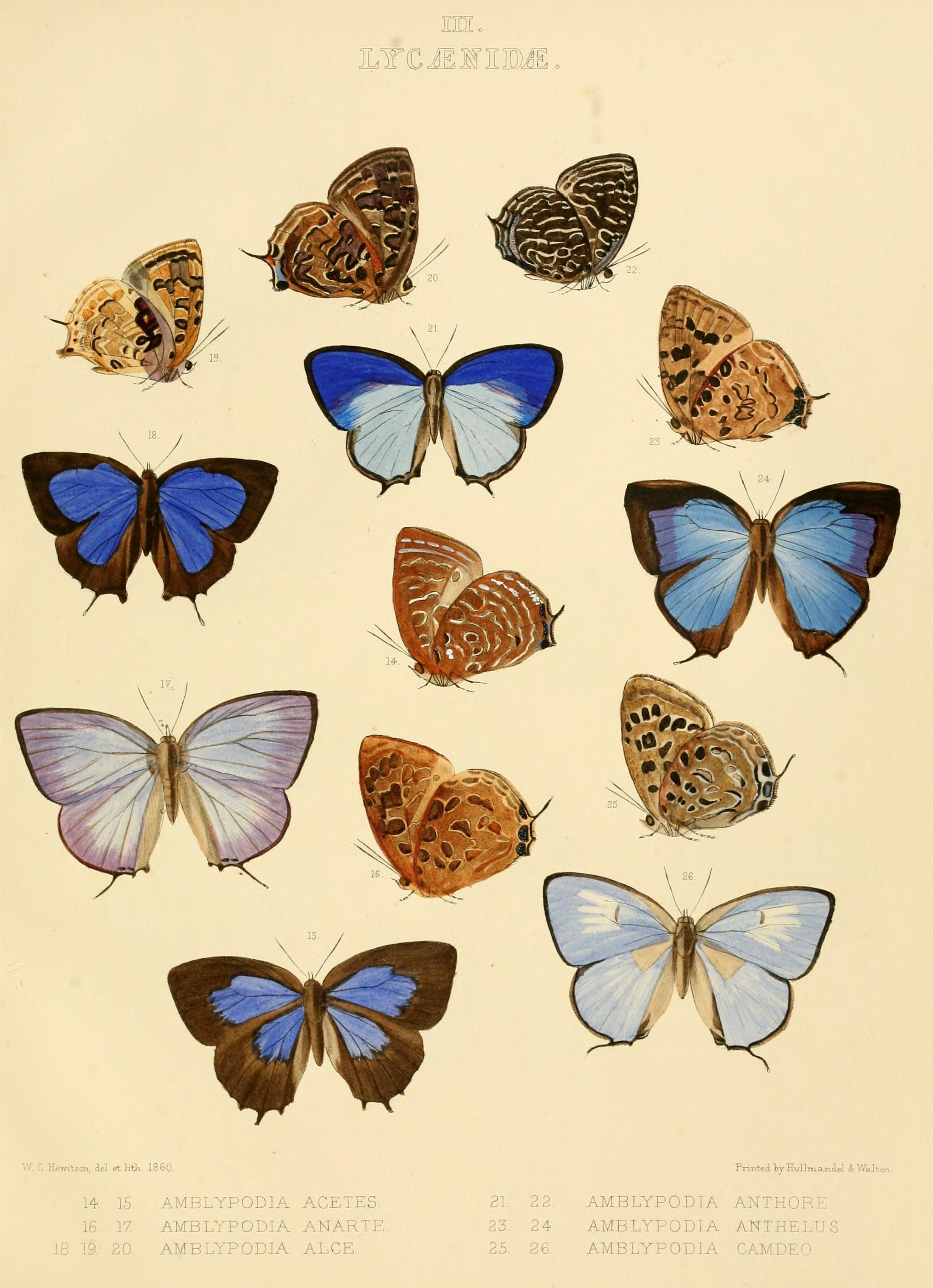